# Умершие в июле 2007 года
Это список известных людей, соответствующих установленным критериям значимости (см. Википедия:Критерии значимости персоналий), умерших в июле 2007 года.
Причина смерти указывается лишь в исключительных случаях (убийство, самоубийство, гибель в результате военных действий, смертная казнь, ДТП или несчастные случаи). В остальных случаях — не указывается.

## Список
- 1 июля — Саунин, Семён Александрович (79) — журналист и писатель.
- 2 июля — Зусман, Игорь Карпович (71) — тренер по настольному теннису, Заслуженный тренер России[1].
- 5 июля — Режин Креспен (80) — французская оперная певица (сопрано и меццо-сопрано).
- 6 июля — Дмитрий Львов (77) — доктор экономических наук, академик РАН.
- 6 июля — Уирн, Эйлин (95) — австралийская легкоатлетка, выступавшая в беге на короткие дистанции.
- 8 июля — Владислав Васюхин (85) — советский и украинский учёный, профессор, доктор технических наук.
- 9 июля — Мария Колесникова (86) — советский хозяйственный, государственный и политический деятель, Герой Социалистического Труда.
- 11 июля — Клаудия Джонсон («Lady Bird», 94) — первая леди США в 1963—1969, вдова Линдона Джонсона.
- 11 июля — Ричард Франклин (58) — австралийский кинорежиссёр, продюсер и сценарист.
- 12 июля — Саркис Мурадян — народный художник Армянской ССР.
- 16 июля — Дмитрий Пригов (66) — российский поэт[2].
- 16 июля — Михаил Кононов (67) — советский и российский актёр, народный артист России[3].
- 20 июля — Сигбан, Кай Манне Бёрье (89) — шведский физик, лауреат Нобелевской премии по физике за 1981 год.
- 20 июля — Тэмми Фэй Месснер (65) — американская христианская певица, евангелист, предприниматель, автор и ведущая телешоу.
- 22 июля — Александр Татарский (56) — российский режиссёр-аниматор, Заслуженный деятель искусств России[4].
- 22 июля — Ласло Ковач (74) — венгерский кинооператор.
- 23 июля — Дэвис, Том (90) — премьер-министр Островов Кука.
- 23 июля — Фишер, Эрнст Отто (88) — немецкий химик, лауреат Нобелевской премии по химии за 1973 год (совместно с Дж. Уилкинсоном).
- 23 июля — Табори, Джордж (93) — английский писатель, журналист, театральный режиссёр, переводчик венгерского происхождения.
- 23 июля — Захир-Шах (92) — бывший король Афганистана.[5]
- 25 июля — Лидия Смирнова (92) — Народная артистка СССР[6].
- 27 июля — Дмитрий Зворыгин (20) — архитектор.
- 28 июля — Бао Лонг (71) — бывший наследный принц Вьетнама.[7]
- 29 июля — Мишель Серро (79) — французский актёр; рак[8].
- 30 июля — Феоктист (Патриарх Румынский) (92) — Патриарх всея Румынии с 1986 г.
- 30 июля — Ингмар Бергман (89) — известный шведский кинорежиссёр, сценарист, писатель[9].
- 30 июля — Микеланджело Антониони (94) — известный итальянский кинорежиссёр[10].